# Sinatra-Basie
Sinatra-Basie è un album del crooner statunitense Frank Sinatra, pubblicato nel 1963 dalla Reprise Records e realizzato assieme a Count Basie e alla sua orchestra.

## Il disco
Sinatra e Basie si trovarono insieme il 2 e il 3 ottobre 1962 e registrarono le dieci tracce di questo album, caratterizzato principalmente da riff memorabili e esplosioni d'orchestra. Per la prima volta in un album di Sinatra si sente un elemento di puro jazz: l'assolo di sassofono tenore in I'm Gonna Sit Right Down (And Write Myself a Letter).
My Kind of Girl è l'unico pezzo "moderno" del disco, mentre gli altri sono, come di consuetudine, standard. La canzone che traina il disco è senza dubbio la celeberrima (Love Is) The Tender Trap.

## Tracce

### Lato A
1. Pennies from Heaven - 3:29 - (Burke, Johnston)
2. Please Be Kind - 2:43 - (Cahn, Chaplin)
3. (Love Is) The Tender Trap - 2:37 - (Cahn, Van Heusen)
4. Looking at the World Through Rose Colored Glasses - 2:32 - (Steiger, Malie)
5. My Kind of Girl - 4:37 - (Bricusse)

### Lato B
1. I Only Have Eyes for You - 3:31 - (Warren, Dubin)
2. Nice Work If You Can Get It - 2:37 - (Gershwin, Gershwin)
3. Learnin' the Blues - 4:25 - (Silvers)
4. I'm Gonna Sit Right Down (And Write Myself a Letter) - 2:36 - (Ahlert, Young)
5. I Won't Dance - 4:07 - (Hammerstein, Fields, Harbach, Kern, McHugh)

## Musicisti
- Frank Sinatra - voce;
- Count Basie - voce, pianoforte;
- The Count Basie Orchestra;
- Neal Hefti - arrangiamenti.